# Stromek
Stromek – jezioro w Polsce położone w woj. warmińsko-mazurskim, w powiecie olsztyńskim, w gminie Biskupiec.
2 km na północny zachód od jeziora znajdują się pozostałości średniowiecznego krzyżackiego gródka strażniczego z przełomu XIV i XV wieku.